# Maison des 40 et 42 du boulevard Pasteur à Lisieux
La maison du 40, 42 boulevard Pasteur est un édifice situé à Lisieux, dans le département français du Calvados, en France. Construite à pans de bois, elle est inscrite au titre des Monuments historiques.

## Localisation
Le monument est situé aux 40, 42 du boulevard Pasteur, anciennement rue de Caen.

## Historique
La maison des 40 et 42 boulevard Pasteur est inscrite au titre des Monuments historiques depuis le 6 mai 1959.